# 사코 TRG
사코사에서 제작한 볼트 액션 저격총이며, 1989년 TRG21과 TRG41이 개발/출시했다. 1999년에는 TRG22와 TRG42가 개발되고 2000년 판매가 되면서 TRG21과 TRG41은 단종되었다
게임에서도 많이 출현하는 저격총

## 종류

### TRG21
.308 윈체스터탄 사용모델.

### TRG41
.338 라푸아 매그넘탄 사용모델

### TRG22
TRG21의 개량형

### TRG42
TRG41의 개량형, .300 윈체스터 매그넘탄도 사용가능

## 같이 보기
- 아크틱 워페어
- 소총
- 저격수
- 저격소총